# Thorigné-en-Charnie
Thorigné-en-Charnie är en kommun i departementet Mayenne i regionen Pays de la Loire i nordvästra Frankrike. Kommunen ligger i kantonen Sainte-Suzanne som tillhör arrondissementet Laval. År 2022 hade Thorigné-en-Charnie 190 invånare.

## Befolkningsutveckling
Antalet invånare i kommunen Thorigné-en-Charnie
| Referens: INSEE |